# Бои при Сан-Марино
Бои при Сан-Марино — бои между 278-й пехотной дивизией вермахта и вооружёнными силами Британского содружества, произошедшие 17-18 сентября 1944 года в Монте-Пулито, между Фаэтано и городом Сан-Марино и около реки Кандо, в долине реки Марано (Сан-Марино).
13 сентября немецкая армия направила войска в Сан-Марино, чтобы защитить его от союзников. Это также дало бы им контроль над одной из главных дорог в этом районе и позволило бы артиллерийским наблюдателям занять горные вершины. Эти силы были набраны из 278-й пехотной дивизии. 13 сентября 4-й индийской дивизии (укомплектованной преимущественно из гуркхов), было поручено атаковать противника.
Передовые части дивизии в ночь на 17-е переправились через реку Марано на восточной границе и атаковали небольшие холмы сразу за рекой. Первый — высота 343 — был взят в 05:00. Второй холм, взятый гуркхами, был отбит немецкой контратакой. К вечеру отряд танков сумел подойти и стабилизировать позицию при помощи артиллерийской поддержки. 
18 сентября 4-й сикхский полк двинулся в обход с севера, а 11-я бригада дивизии прошла через холмы, чтобы помочь окружить город. Вечером 19-го числа 2-й батальон 11-й индийской пехотной бригады начал наступление на окраину Сан-Марино с севера, но рано утром 20-го был остановлен немцами на северо-западе города. Танки двинулись в пригород, а одна рота под сильным дождем двинулась вверх по склону к вершине. К полудню Сан-Марино был взят британцами.
21-го сентября были привлечены местные силы для зачистки местности от остатков немецких войск, а затем 4-я индийская дивизия двинулась вперед и покинула страну.
За свои действия во время этого сражения Крестом Виктории был посмертно награждён рядовой 1-го батальона 9-го гуркхского полка Шербахадур Тапа.

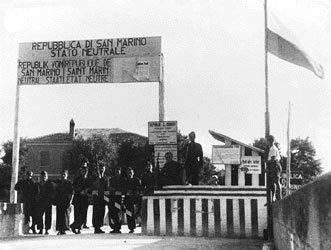
Сан-Марино — нейтральная страна
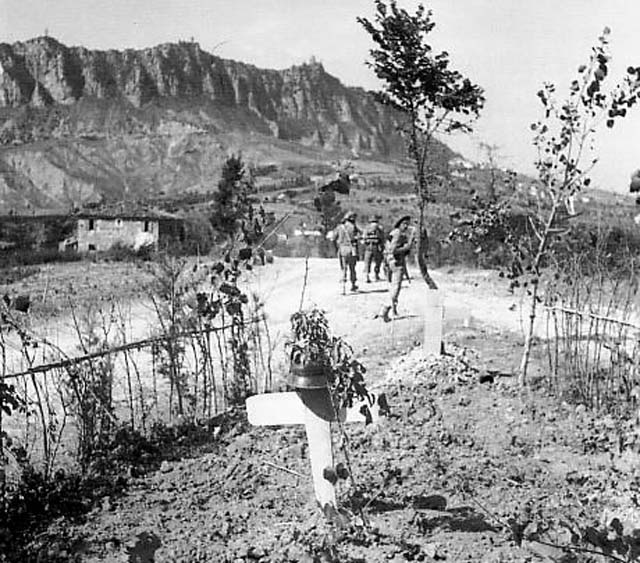
Британские войска на фоне Монте-Титано